# Blue Moods
Albums de Miles Davis
The Musings of Miles
(1955) Miles Davis Quintet / Sextet and Milt Jackson
(1955)
Blue Moods est un album Cool jazz de Miles Davis, enregistré à Hackensack dans le New Jersey le 9 juillet 1955.

## Historique
Après la mort de Charlie Parker, Miles Davis, ayant surmonté ses propres problèmes avec la drogue, continue à reconstruire et cherche une véritable formation. Charles Mingus lui propose d'enregistrer cet album pour le label Debut Records qu'il vient de lancer.
Cet album sera un disque court (moins de 27 minutes) sans pianiste mais avec vibraphone. Album paisible et méditatif, véritable parenthèse dans l'œuvre de Miles Davis.

## Musiciens
- Miles Davis (Trompette)
- Britt Woodman (Trombone)
- Charles Mingus (Basse)
- Teddy Charles (Vibraphone)
- Elvin Jones (Batterie)

## Titres
1. Nature Boy (Eden Ahbez) (6:14)
2. Alone Together (Dietz-Schwartz) (7:17)
3. There's No You (Adair-Hopper) (8:06)
4. Easy Living (Rainger-Robin) (5:03)

## Citation
« J'ai gravé un disque avec Charlie Mingus pour Debut, son label.  On disait désormais de lui qu'il était l'un des meilleurs bassistes vivants, et c'était un grand compositeur.  Mais quelque chose n'a pas tourné rond pendant la séance, il n'y a pas eu de déclic, pas de flamme dans notre jeu.  Je ne sais d'où ça venait – peut être des arrangements – mais ça ne tournait vraiment pas.  Mingus avait pris Elvin Jones à la batterie, et on sait à quel point cet enfoiré peut vous enflammer n'importe qui. »

— Miles Davis